# Wuppertal Hauptbahnhof
Wuppertal Hauptbahnhof war ursprünglich der Bahnhof der bis 1929 bestehenden Stadt Elberfeld, seit deren Fusion mit Barmen und drei weiteren Städten zu Wuppertal ist er Hauptbahnhof der neuen Stadt. 

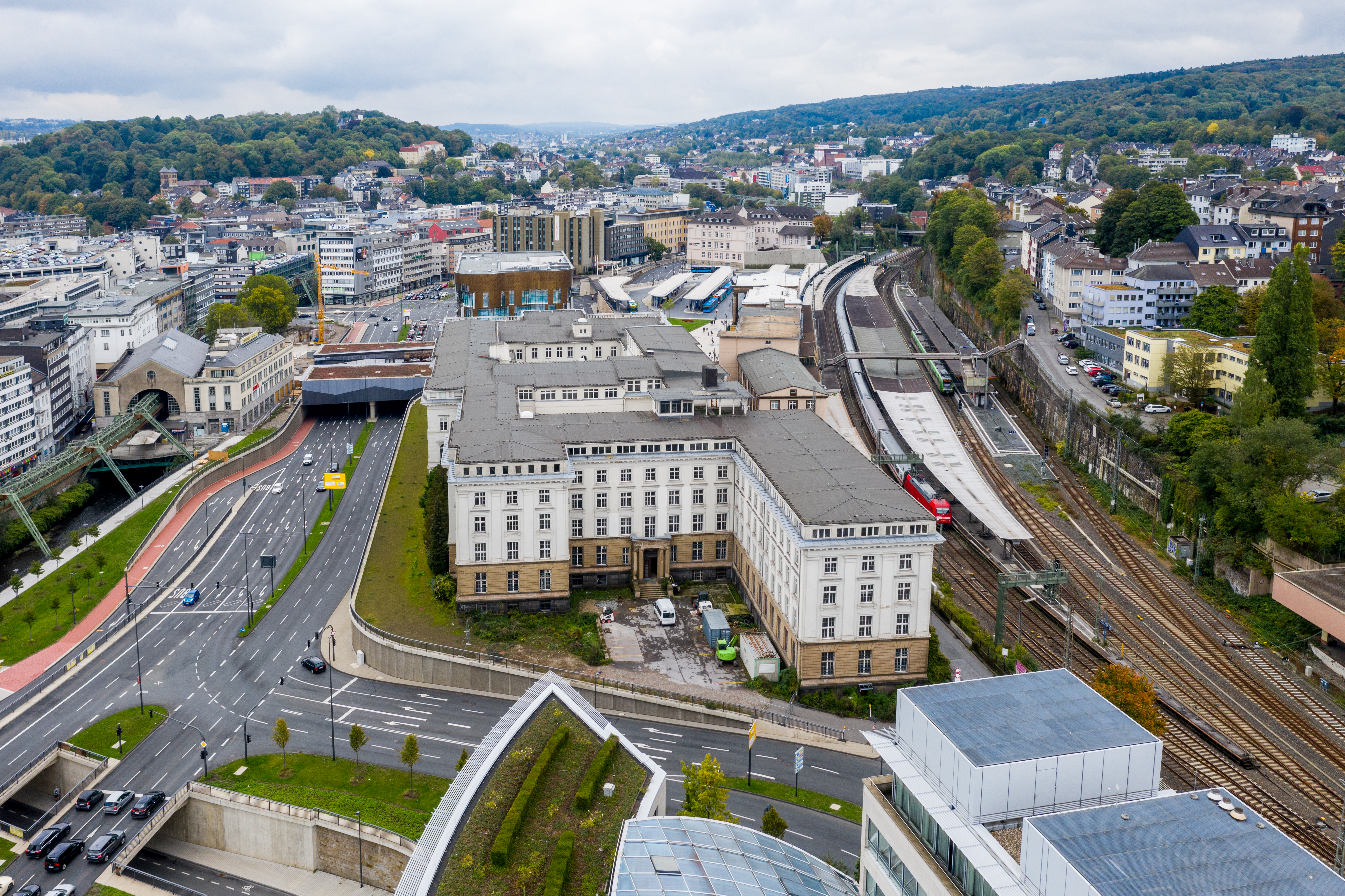
Der Hauptbahnhof in beengter Innenstadt- und Hanglage

Als Durchgangsbahnhof verbindet er die Bahnstrecken Düsseldorf–Elberfeld und Elberfeld–Dortmund. Er liegt unmittelbar südlich der Elberfelder Innenstadt, Wupper, Schwebebahn und der Bundesstraße 7 am Hang des Döppersbergs.

Etwa 40.000 Reisende nutzen täglich die rund 1.000 haltenden Züge. Das 1848 erbaute Empfangsgebäude stellt eines der ältesten seiner Art dar.

## Geschichte

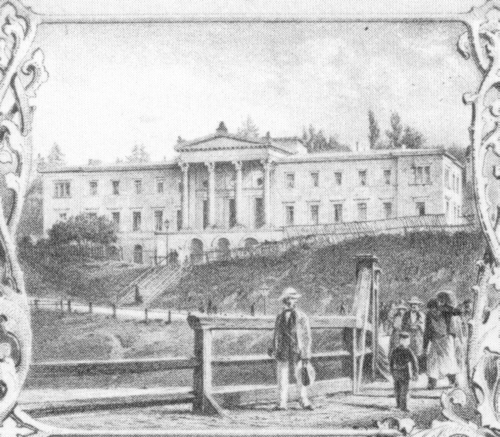
Der Bergisch-Märkische Bahnhof um 1855, Lithographie von Wilhelm Riefstahl

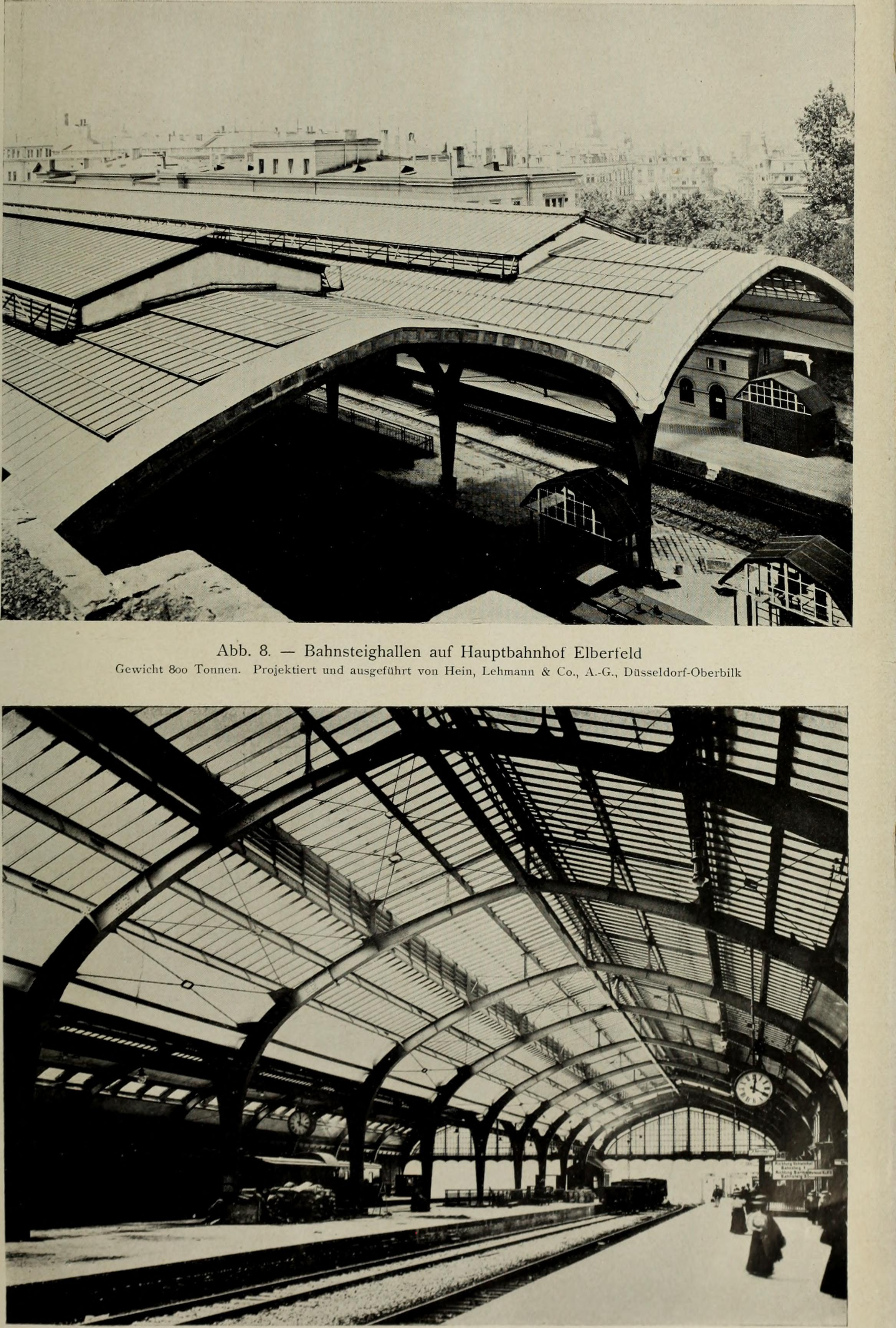
Bahnsteighallen (1906)

1841 erreichte die Eisenbahnstrecke der Düsseldorf-Elberfelder Eisenbahn-Gesellschaft ihren Endpunkt in Elberfeld. Das erste Teilstück, 1838 von Düsseldorf nach Erkrath, war die erste dampfbetriebene Eisenbahnverbindung in der Rheinprovinz und die zweite in Gesamt-Preußen. Gleichzeitig war allerdings die Strecke von Köln über Aachen nach Belgien der Rheinischen Eisenbahn-Gesellschaft, die ebenfalls 1841 Aachen erreichte.
1847, also im Eröffnungsjahr der gesamten Stammstrecke der Köln-Mindener Eisenbahn-Gesellschaft, folgte die Strecke von Elberfeld über Hagen nach Dortmund. Dieser Streckenabschnitt wurde von der Bergisch-Märkischen Eisenbahn-Gesellschaft errichtet und bald darauf mit der Strecke nach Düsseldorf verbunden. Zwei erste Verbindungen von Köln-Deutz nach Dortmund gingen also im selben Jahr in Betrieb.
Ein erstes provisorisches Bahnhofsgebäude (Ehemaliges Bahnhofsempfangsgebäude Elberfeld) reichte schon nach wenigen Jahren nicht mehr. Nach dem Durchbruch zur Strecke Düsseldorf–Elberfeld wurde dieser Bahnhof aufgegeben und ein klassizistischer Neubau der Architekten Hauptner und Ebeling weiter westlich errichtet. Um 1900 wurde dem Erdgeschoss ein Hallenvorbau vorgesetzt, der die Architektur empfindlich störte. Diese Grundkonzeption wurde jedoch auch beim Wiederaufbau nach dem Zweiten Weltkrieg beibehalten. Erst mit dem kompletten Umbau des Bereiches Hauptbahnhof/Döppersberg hat sich dies wieder geändert.
In seiner Geschichte wurde der Bahnhof mehrfach umbenannt. Zunächst hieß er Elberfeld, wenige Jahre später erfolgte die Umbenennung in Elberfeld-Döppersberg und noch vor dem Ersten Weltkrieg wurde der Name in Elberfeld Hauptbahnhof geändert. Am 1. September 1930 erhielt der Bahnhof als Konsequenz aus der Gründung der Stadt Wuppertal den Namen Wuppertal-Elberfeld. 1992 erfolgte schließlich die letzte Umbenennung in Wuppertal Hauptbahnhof. Dabei wurde auch die in der Nähe befindliche zentrale Haltestelle Döppersberg der Wuppertaler Buslinien umbenannt; auch die Schwebebahnstation heißt seitdem Wuppertal Hbf (Döppersberg).

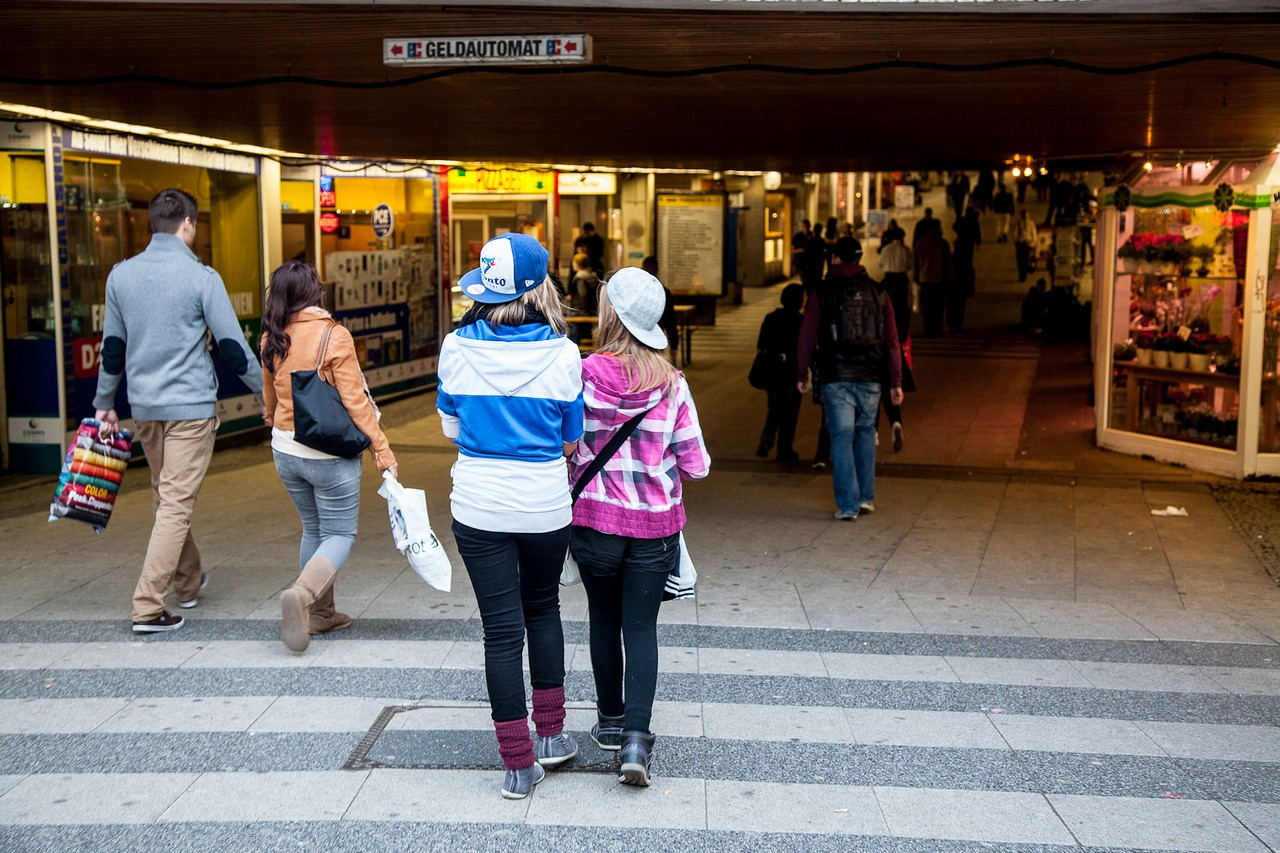
Fußgängertunnel, im Volksmund auch „Harnröhre“ genannt (2012)

Vor Beginn der Umbauarbeiten waren Bahnhofsgebäude und Schwebebahnstation bis Januar 2015 durch einen etwa 200 Meter langen Tunnel unter der B 7 hindurch verbunden, dieser wurde im Volksmund aufgrund der vernachlässigten Reinigung Harnröhre genannt.

## Empfangsgebäude

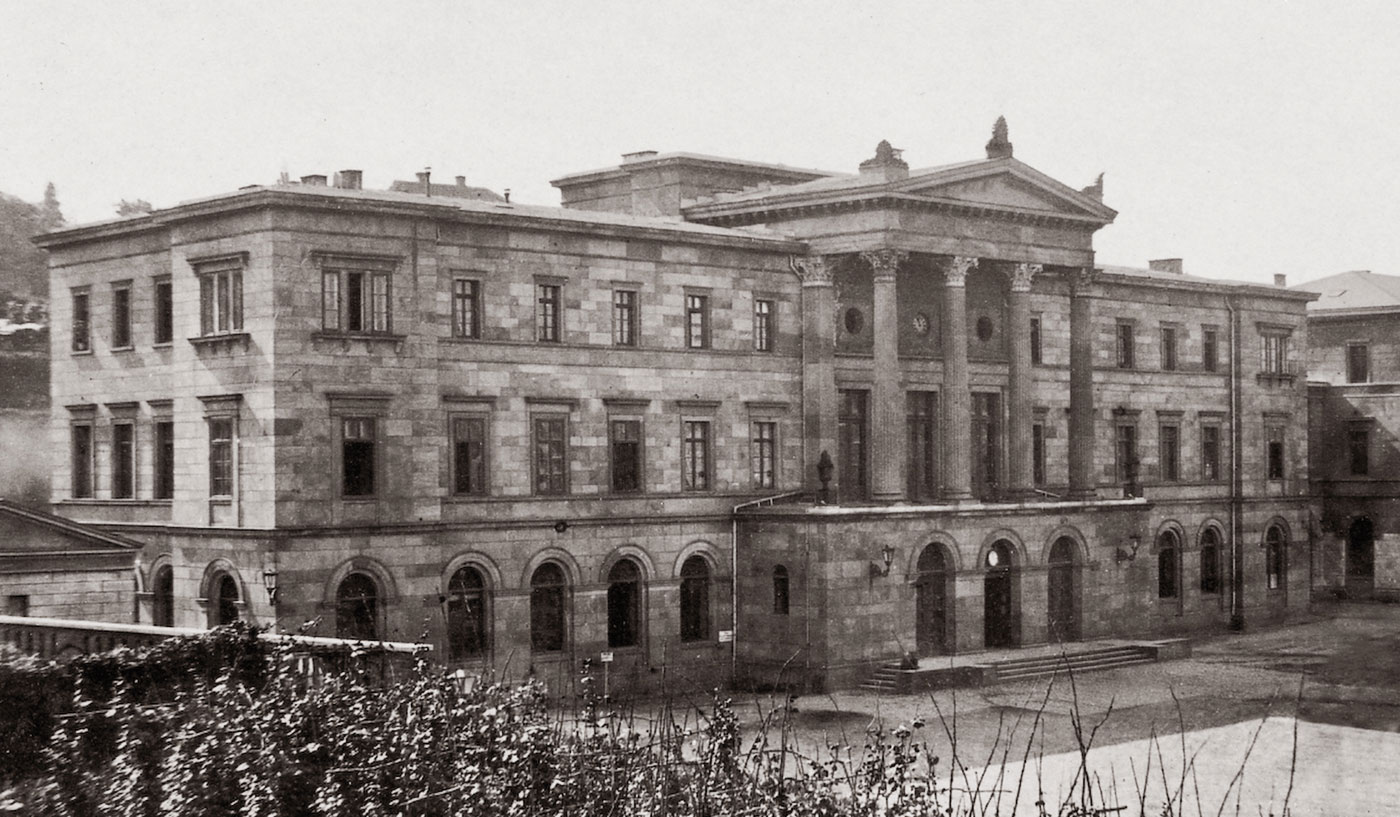
Der Bahnhof um 1865

Bahnhof Elberfeld-Döppersberg (um 1896)

Das Empfangsgebäude des Wuppertaler Hauptbahnhofs befindet sich gleich an Gleis 1 und ist durch einen Tunnel mit den Gleisen 2–5 verbunden. Über dem Eingang, der in der Nähe der alten Reichsbahndirektion Elberfeld liegt, ragen vier markante Säulen in die Höhe und stützen das Dach.
Die Bahn hat im Jahr 2001 hier das zentrale Fundbüro eingerichtet.

### Architektur
Der Ursprungsbau stellt einen der ältesten Großstadtbahnhöfe Deutschlands dar. Es handelt sich um einen dreigeschossigen Quaderbau, der von turmartigen Eckrisaliten begrenzt wird. Der Haupteingang in der Mitte des Gebäudes wird durch einen viersäuligen Portikus betont, der korinthische Kapitelle und stark antikisierenden Zierrat besitzt. Das Erdgeschoss besaß ursprünglich rundbogige Öffnungen, die rechteckigen Fenster sind noch in je sechs Achsen links und rechts des Portikus angeordnet. Der um das Jahr 1900 angeordnete erdgeschossige Hallenvorbau wurde notwendig, um dem gewachsenen Raumbedarf für Schalter und Wartehallen Rechnung zu tragen.
Das Empfangsgebäude ist Teil eines im Stil des Klassizismus errichteten Gebäudeensembles, das sich um den Bahnhofsvorplatz gruppiert. An der Westseite des Platzes befindet sich das Verwaltungsgebäude der ehemaligen Reichsbahndirektion Elberfeld, an der Ostseite befand sich das nach dem Zweiten Weltkrieg abgerissene Wohngebäude des Direktionspräsidenten.
Die Errichtung des Hauptbahnhofes war begleitet von umfangreichen städtebaulichen Projekten am Döppersberg. So wurde aus dem alten Stadtzentrum durch die Döppersberger Brücke über die Wupper eine direkte Verbindung Stadt–Bahnhof geschaffen.

## Umgestaltung seit 2014
Das gesamte Gelände um den Bahnhof wurde bis 2018 umfassend umgestaltet. Die Vorbereitungen hierfür begannen im Sommer 2009, am 30. Juni 2009 erfolgte der symbolische Startschuss zum neuen, modernisierten Hauptbahnhof. Ziel war dabei vor allem, eine durchgängige Fußgänger- und Einkaufszone vom Bahnhof zur Innenstadt zu schaffen, wie dies in vielen anderen Städten, etwa Köln, Stuttgart oder Hannover, bereits existiert. Die als Durchgangsader vielbefahrene B 7 wurde dazu in einen Tunnel verlegt, während oben wieder eine Fußgängerfläche entstanden ist.

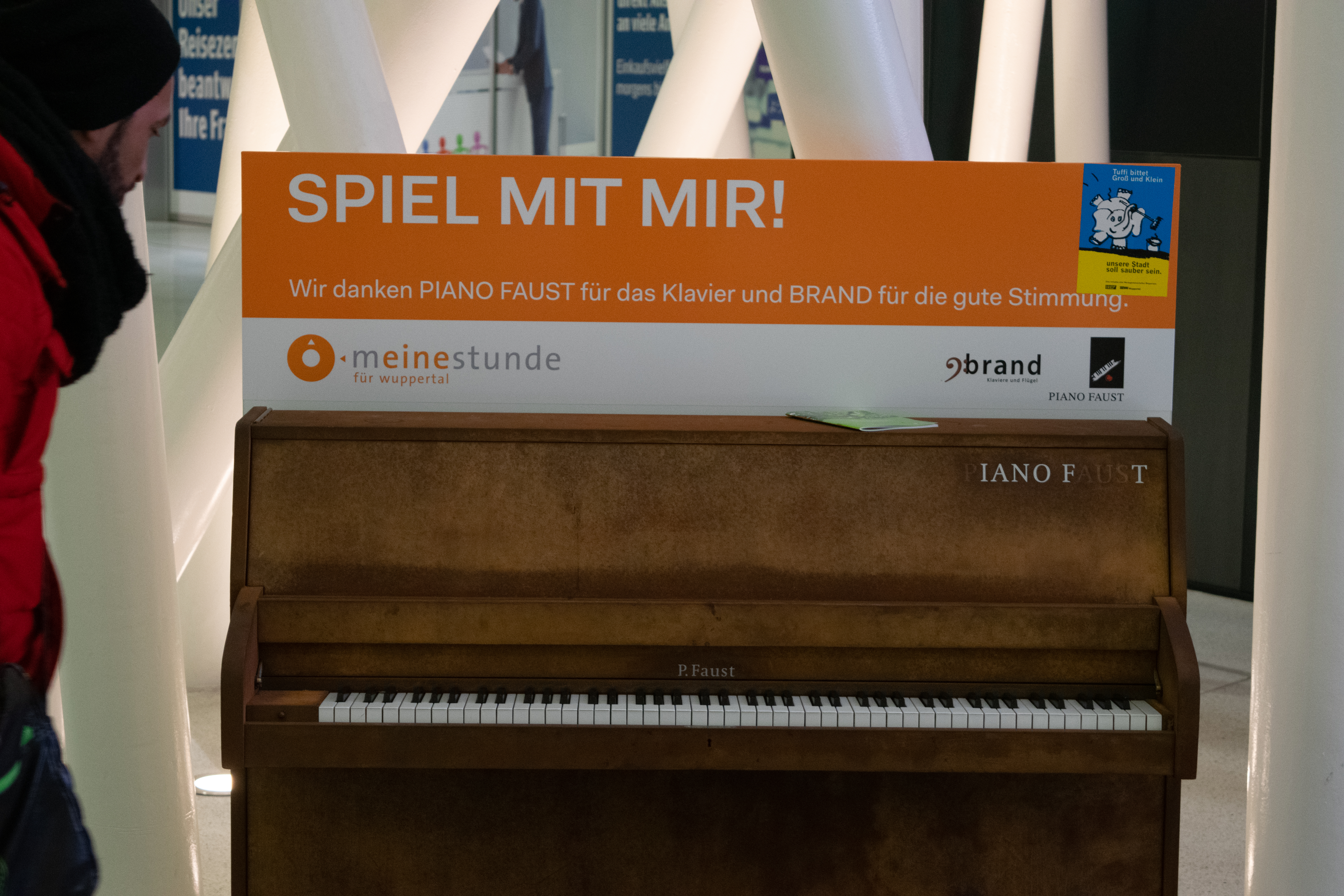
Öffentliches Klavier in der Mall

Seit dem Abschluss der Arbeiten 2018 ist der Bereich vor dem klassizistischen ehemaligen Bahnhofsgebäude in zwei Ebenen gegliedert. Auf der Fläche, auf der zuvor das nach dem Zweiten Weltkrieg errichtete Empfangsgebäude stand, befindet sich ein großer Bahnhofsvorplatz und östlich davon ein neuer Busbahnhof, der die Bushaltestellen ersetzt, die bisher an der B 7 lagen. Er wurde über dem 200 Stellplätze umfassenden Parkhaus neben dem Bahnhof errichtet. Unterhalb des Bahnhofsvorplatzes befindet sich nun eine zweigeschossige Einkaufsebene, die sogenannte Mall, in der der Zugangstunnel zu den Gleisen beginnt und seit 2019 auch das DB-Reisezentrum betrieben wird, sodass diese Mall den neuen Empfangsbereich des Bahnhofs darstellt. Diese Bahnhofsvorhalle ist von der Innenstadt aus über eine Brücke erreichbar, auf der sich weitere Geschäfte samt einem Café befinden und die über die B 7 führt, die hierfür um etwa sieben Meter abgesenkt wurde. Östlich der Brücke, ebenfalls auf der Höhe des Empfangsbereichs entstand zudem ein markantes Gebäude mit bronzefarbener Fassadengestaltung, in dem eine Primark-Filiale betrieben wird. Ursprünglich sollte an dieser Stelle ein Gebäude in Form eines Glaskubus errichtet werden.

### Verlauf der Umgestaltungsarbeiten
Die Modernisierung des Empfangsgebäudes der Deutschen Bahn begann 2014, geplant waren Investitionen von 12,4 Millionen Euro. 2016 sollten diese Modernisierungen abgeschlossen sein.
Im Zuge des Umbaus wurde der Busbahnhof zum Fahrplanwechsel im Juli 2014 vorläufig vom Döppersberg an die Ohligsmühle bzw. an den Wall verlegt, wozu dieser für den Zweirichtungsverkehr umgebaut wurde. Ab Ende Oktober 2012 wurde zunächst die Straße Döppersberg tiefergelegt und ab Ende Februar 2013 der östliche Teil des Vorbaus am Hauptbahnhof abgerissen. Den Mietern in diesem Bereich – Drogeriemarkt, Kneipe, Bankfiliale, Bäckerei sowie Schnellrestaurant – wurde zum Herbst 2012 gekündigt. Das DB-Reisezentrum wurde provisorisch in einem Containerbau am westlichen Ende von Bahnsteig 1 untergebracht.
Im Juli 2014 wurde die B 7 gesperrt, im August 2014 der Überbau der Döppersberger Brücke abgetragen. Im Januar 2015 wurde der dort endende Fußgängertunnel geschlossen. Stattdessen führte eine stählerne Ersatzfußgängerbrücke über die B-7-Baustelle. Dabei musste ein 300 Meter langer Fußweg um das Bahnhofsgebäude zurückgelegt werden. Die B 7 war ab Juli 2017 wieder für den Verkehr freigegeben.
Ende August 2017 ging ein Elektronisches Stellwerk im Raum Wuppertal in Betrieb. 387 Signale, 98 Weichen und 374 Kilometer Kabel wurden dafür verbaut. Daneben standen Gleis- und Oberleitungsarbeiten an. Für die Arbeiten wurde der Bahnhof während der Oster- und der Sommerferien 2017 vollständig gesperrt. Stattdessen verkehrten insgesamt 90 Ersatzbusse.
Bis 2019 wurden die Bahnsteige der Gleise 1 und 4/5 modernisiert. Dies beinhaltete den vollständigen Umbau auf 76 cm Höhe (der S-Bahnsteig der Gleise 4 und 5 verfügte vorher über einen kleinen Abschnitt, der einen barrierefreien Einstieg in Züge mit einer Einstiegshöhe von 96 cm über Schienenoberkante ermöglichte) sowie die Installation von Blindenleitstreifen. Zwischen der Personenunterführung und den Bahnsteigen der Gleise 1 und 2/3 wurde jeweils ein Aufzug eingebaut, um einen barrierefreien Zugang zu allen Bahnsteigen zu ermöglichen. Ab 2020 ist darüber hinaus eine Modernisierung des Zugangstunnels geplant, der von der Bahnhofsvorhalle zu den Gleisen führt und einen der letzten Gebäudebereiche darstellt, der noch weitestgehend dem Zustand vor den Umbauarbeiten entspricht.
Die Restaurierung des historischen Empfangsgebäudes oblag ursprünglich der Bahn, die ursprünglich bis zum Frühjahr 2019 einen privaten Investor für die Sanierung und Nutzung finden wollte. Die Bahn plante zudem das Einzelgrundstück rechts neben dem Bahnhof, auf dem jetzt noch verschiedene Nebengebäude stehen, an die Stadtwerke zu verkaufen, die dort die Talstation der geplanten Seilbahn errichten wollten. Dieses Vorhaben wurde jedoch aufgegeben, nachdem 61,6 % der Teilnehmer einer Bürgerbefragung am 26. Mai 2019 dagegen stimmten.
Das Auswahlverfahren über den Verkauf des Empfangsgebäudes war nach Einleitung der Bürgerbefragung gestoppt wurden und wurde nach dem Beschluss des Stadtrats über das Aus des Seilbahnprojekts fortgesetzt. Im Oktober 2020 wollte die Deutsche Bahn bis Ende des Jahres einen Käufer für das historische Empfangsgebäude des Hauptbahnhofs und die Nebengebäude gefunden haben. Im Juli 2022 schließlich wurde es nach einem zweistufigen Auswahlverfahren an den Wittener Investor Markus Bürger verkauft. Dieser plant dort Gastronomie, Einzelhandel und repräsentative Büro- und Praxisflächen.[veraltet] Dem Bauantrag für die Umbauarbeiten im denkmalgeschützten Gebäude wurde im Sommer 2024 stattgegeben.
Die Flächen des Vorplatzes mit darunterliegender Mall sowie die Bahnsteigen und Gleise verbleiben im Eigentum der Deutschen Bahn.

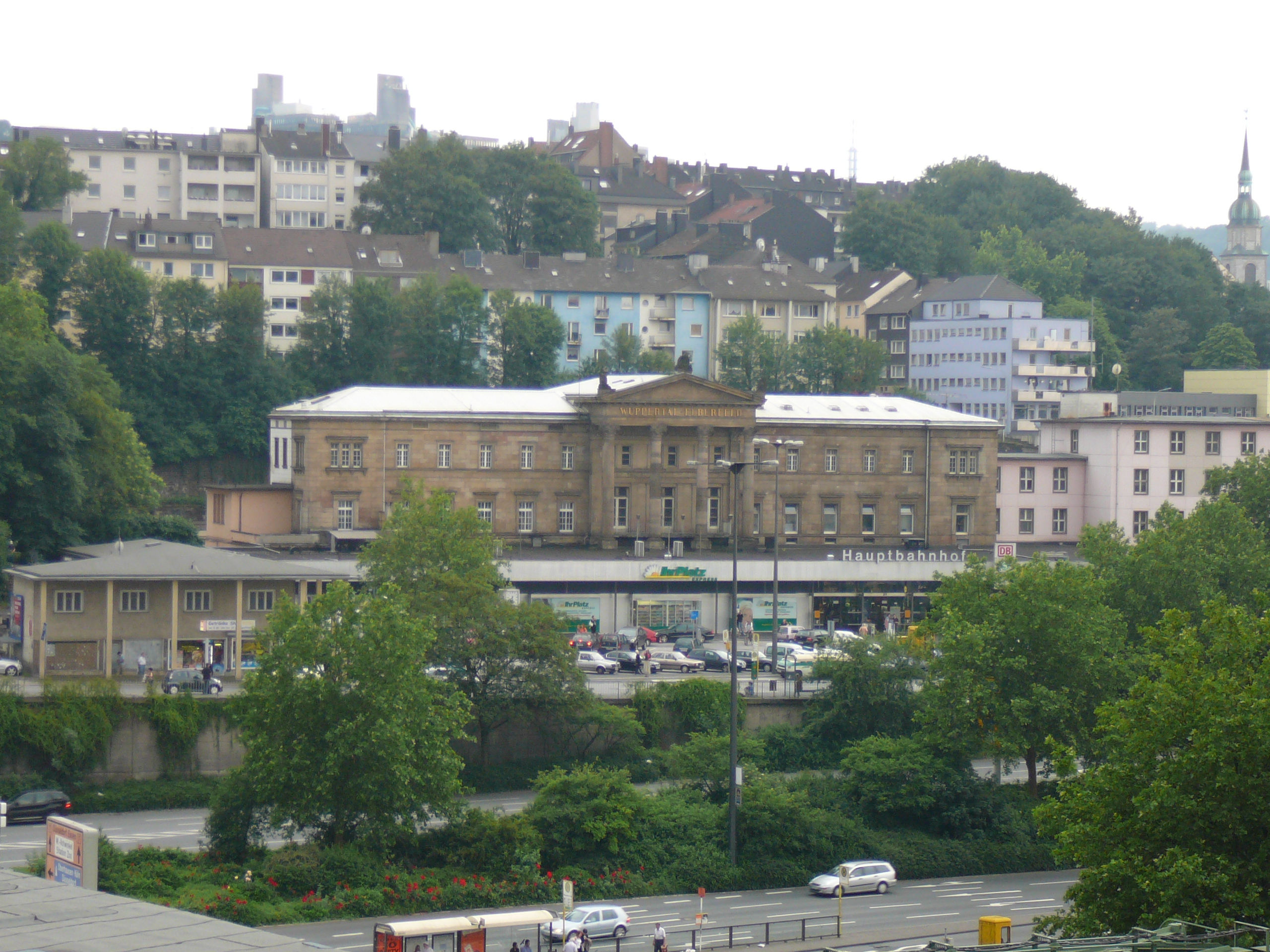
Empfangsgebäude vor dem Abriss des Vorbaus.
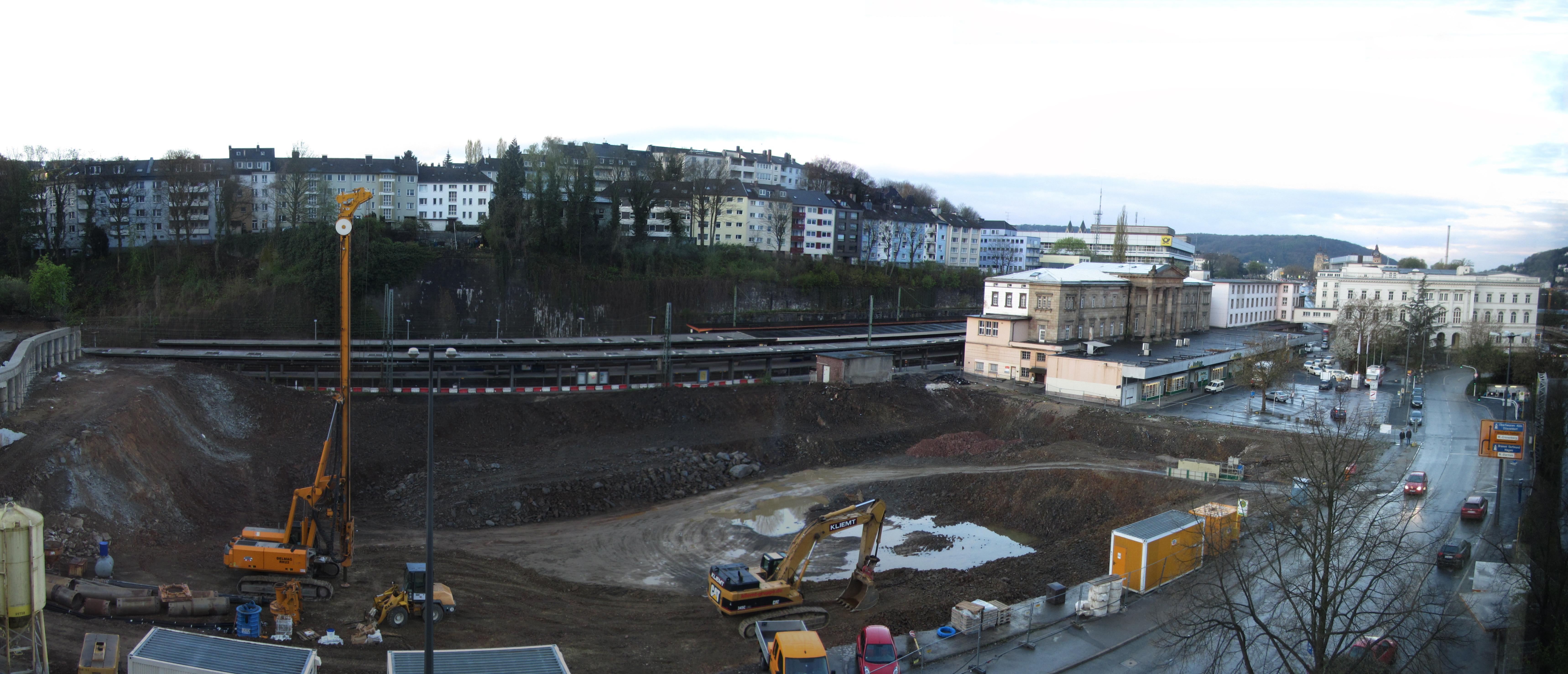
Baustelle Döppersberg im April 2012
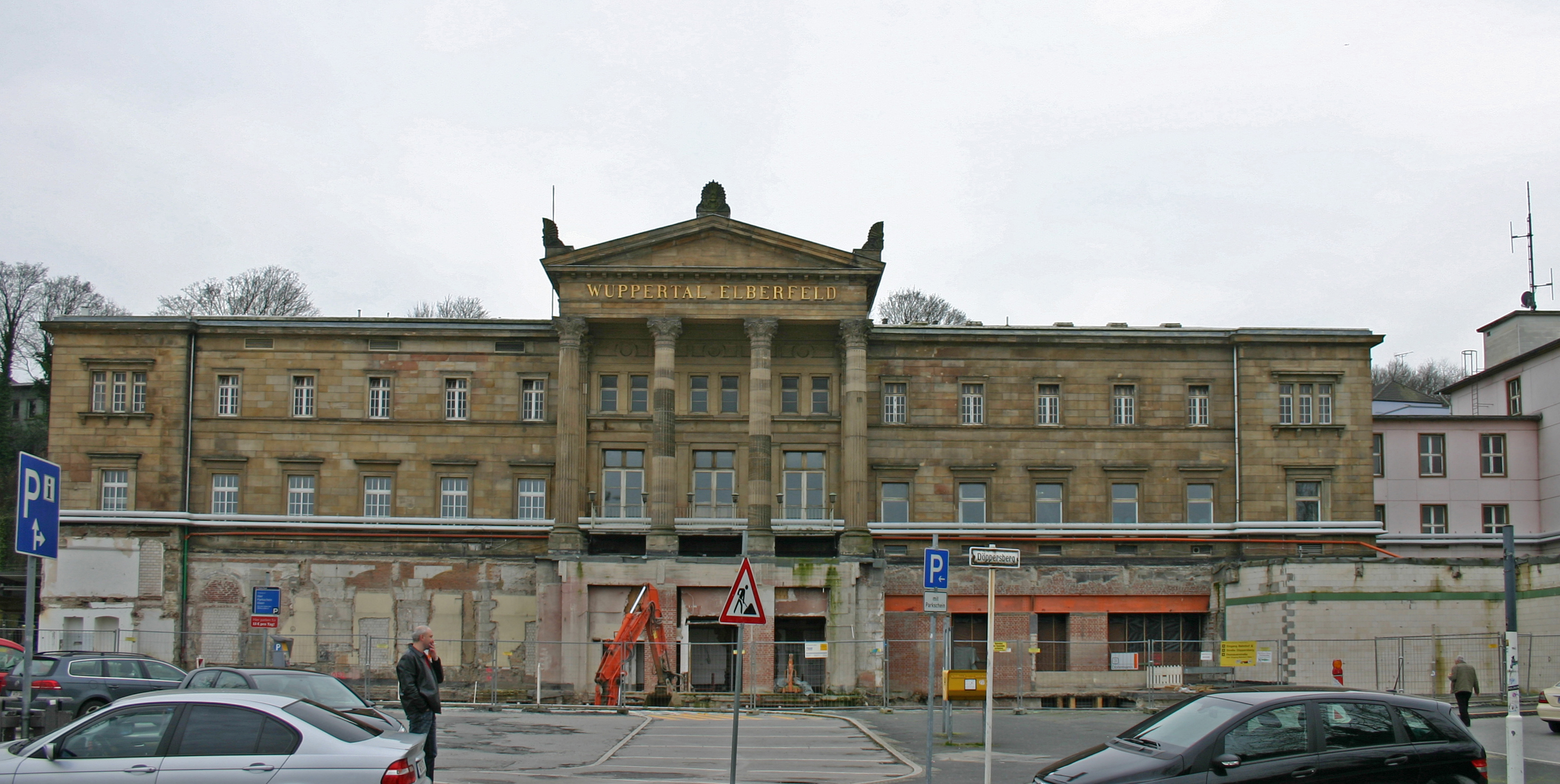
Empfangsgebäude, 2014
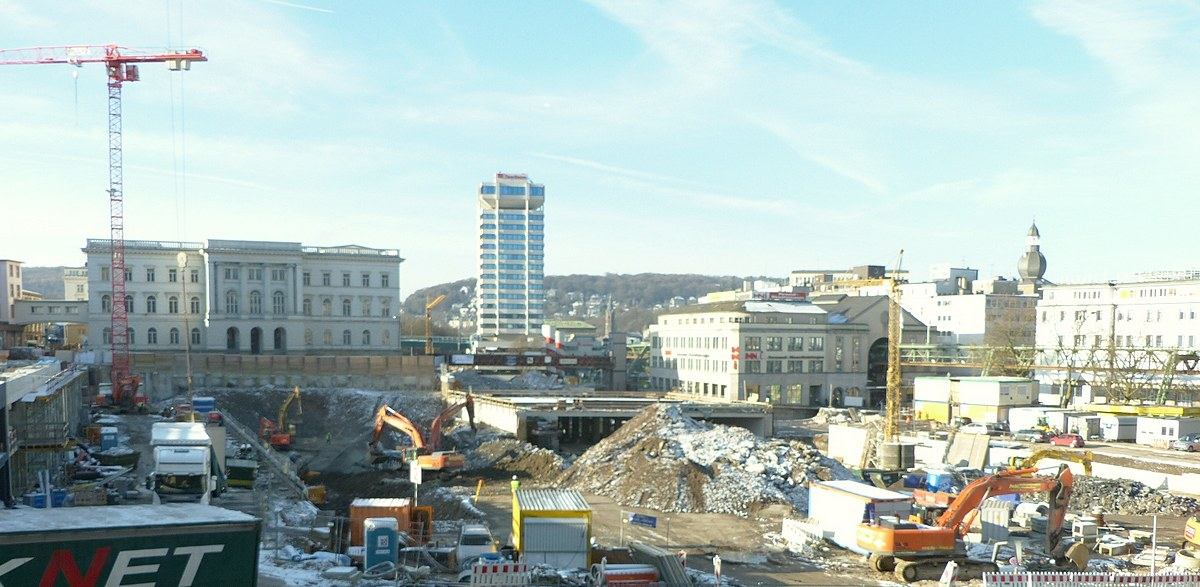
Baufortschritt Januar 2016, der B7-Tunnel (Mitte) verläuft parallel zur Schwebebahn (rechts) auf dem Niveau der Wupper
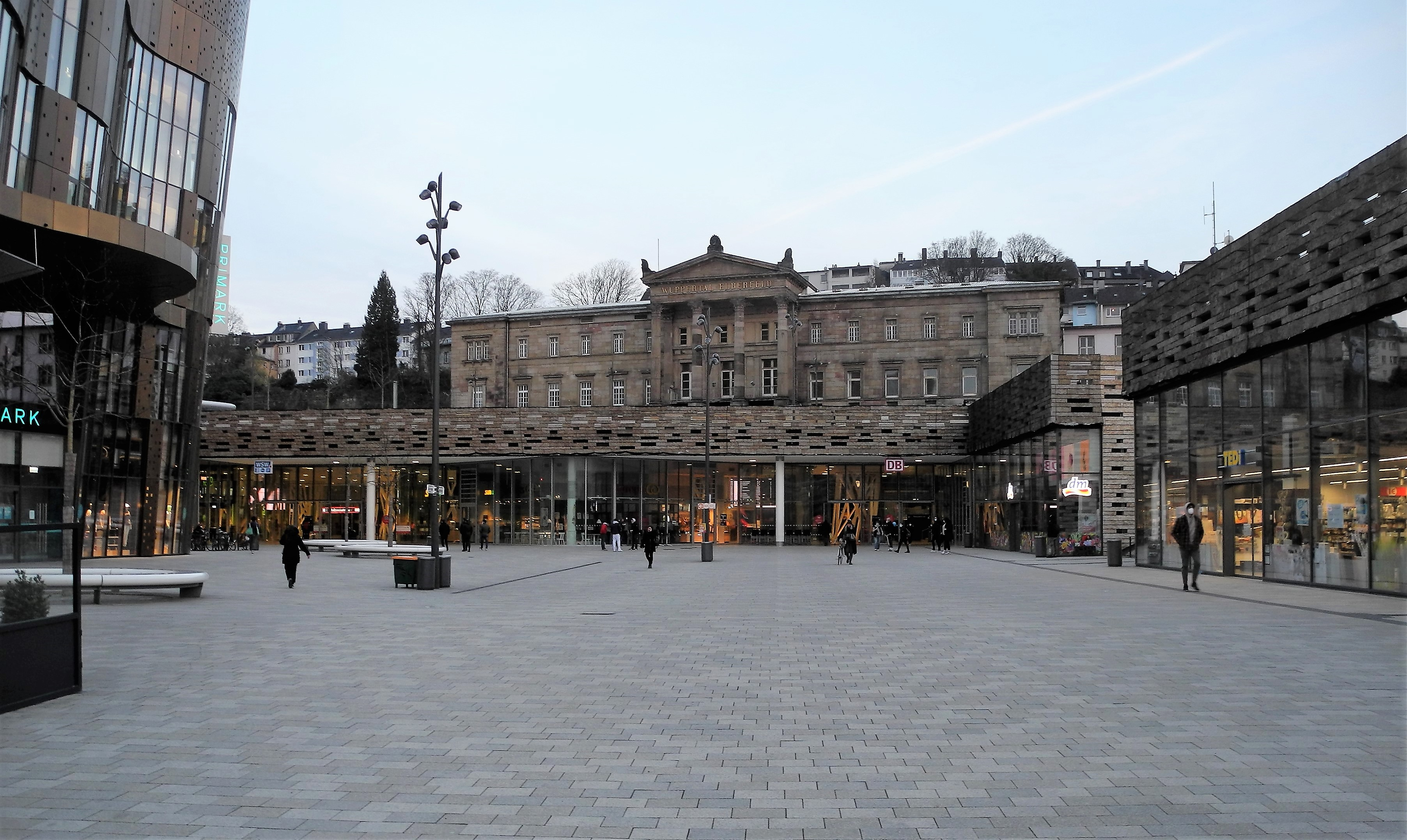
Neuer Bahnhofvorplatz, mit Blick auf die Bahnhofs-Mall und das Empfangsgebäude, 2021

## Verkehr

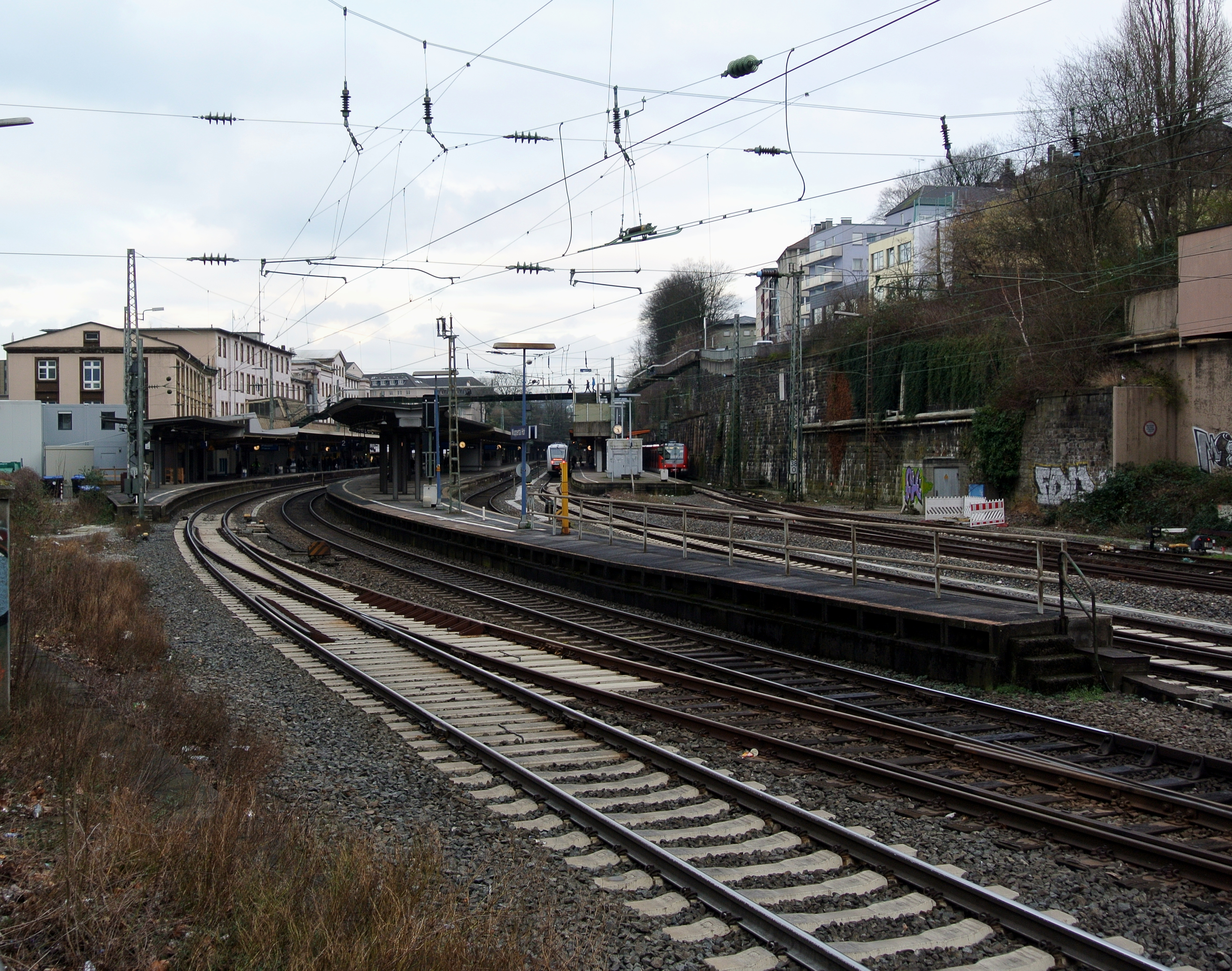
Wuppertal Hbf, von Westen fotografiert (2014)

Obwohl der Hauptbahnhof nur fünf Gleise besitzt, und damit weniger als andere Bahnhöfe der Stadt, halten hier alle durch Wuppertal fahrenden Züge, bis auf die in Wuppertal-Vohwinkel endende S 68.
Fernverkehrszüge halten im 30-Minuten-Abstand pro Richtung auf den Gleisen 1 und 2. Die ICE-Linie 10 Köln – Berlin ermöglicht eine Direktverbindung in unter vier Stunden in die Bundeshauptstadt.

### Fernverkehr
Im Schienenpersonenfernverkehr verkehren vier Intercity-Express- und eine Intercity-Linie:
| Linie  | Linienverlauf | Takt          |
| ------ | --- | ------------- |
| ICE 10 | Berlin Gesundbrunnen – Berlin – Berlin-Spandau – Wolfsburg – Hannover – Bielefeld – Hamm – Hagen – Wuppertal – Köln | 120 min       |
| ICE 19 | Berlin – Berlin-Spandau – Hannover – Bielefeld – Hagen – Wuppertal – Köln – Bonn | 120 min       |
| ICE 42 | Dortmund – Hagen – Wuppertal – Solingen – Köln – Siegburg/Bonn – Frankfurt Flughafen – Mannheim – Stuttgart – Ulm – Augsburg – München-Pasing – München | einzelne Züge |
| ICE 91 | Dortmund – Hagen – Wuppertal – Solingen – Köln – Bonn – Koblenz – Mainz – Frankfurt Flughafen – Frankfurt – Hanau – Würzburg – Nürnberg – Regensburg – Plattling – Passau – Wels – Linz – St. Pölten – Wien Meidling – Wien                                                | einzelne Züge |
| IC 55  | Dresden – Dresden-Neustadt – Riesa – Leipzig – Flughafen Leipzig/Halle – Halle – Köthen – Schönebeck – Magdeburg – Helmstedt – Braunschweig – Hannover – Minden – Bad Oeynhausen – Herford – Bielefeld – Gütersloh – Hamm – Dortmund – Hagen – Wuppertal – Solingen – Köln | 120 min       |

### Regionalverkehr

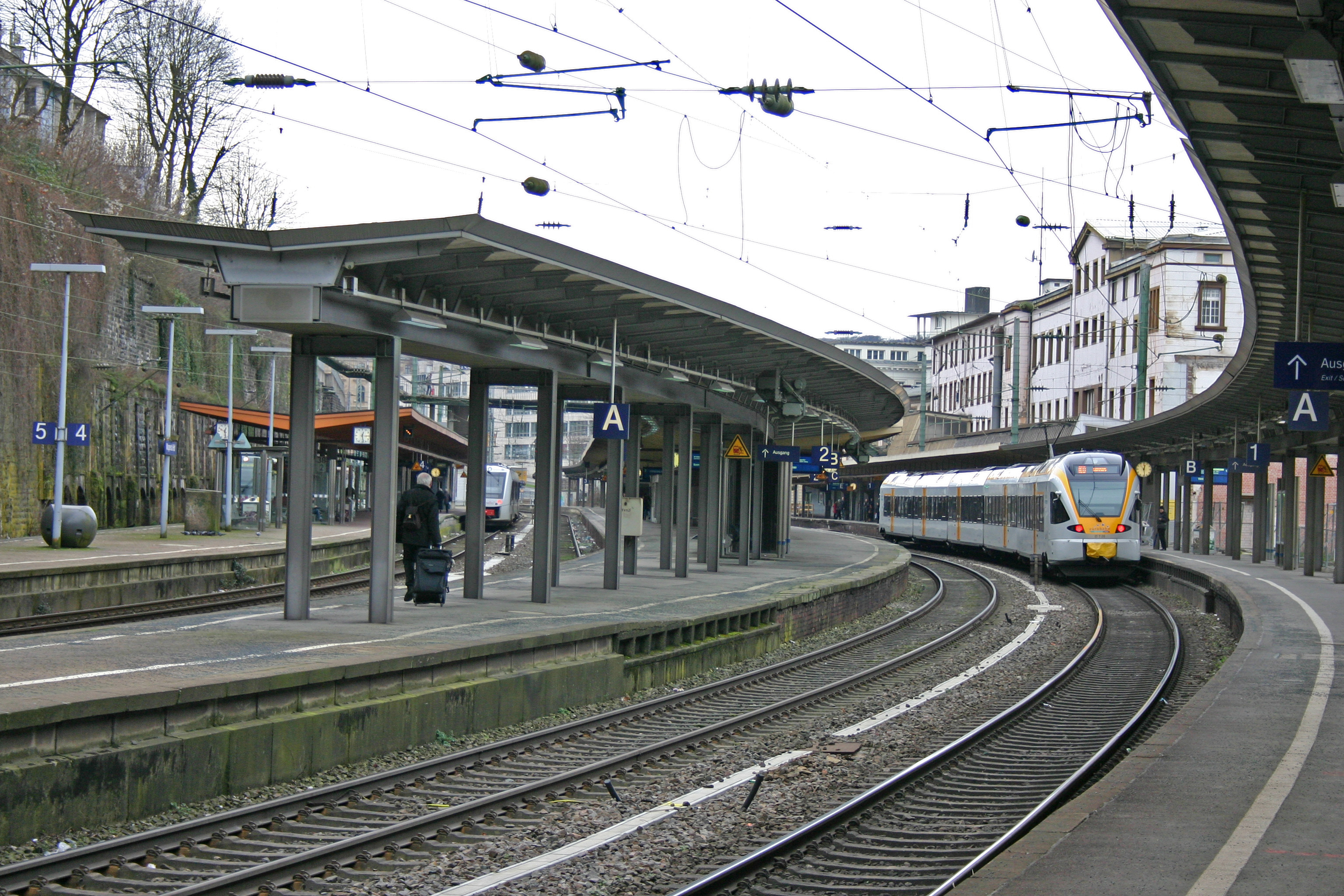
Bahnsteige mit Eurobahn auf Gleis 1 (2014)

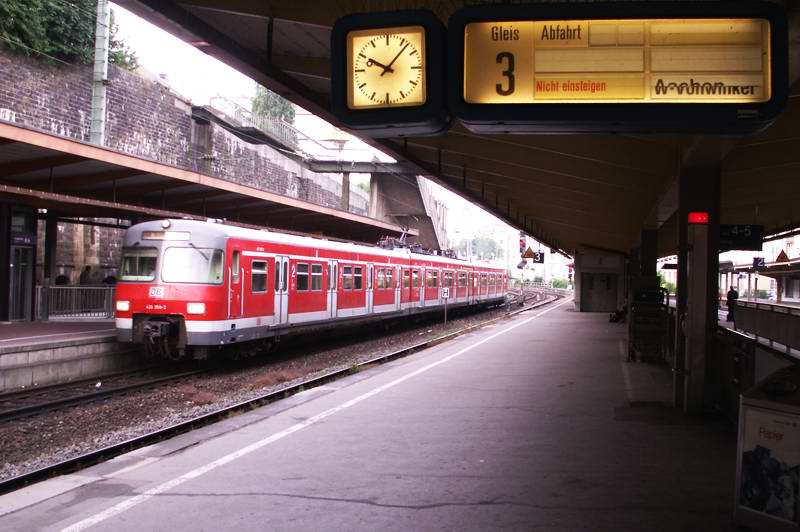
Triebzug der Baureihe 420 auf der Linie S9 (2006)

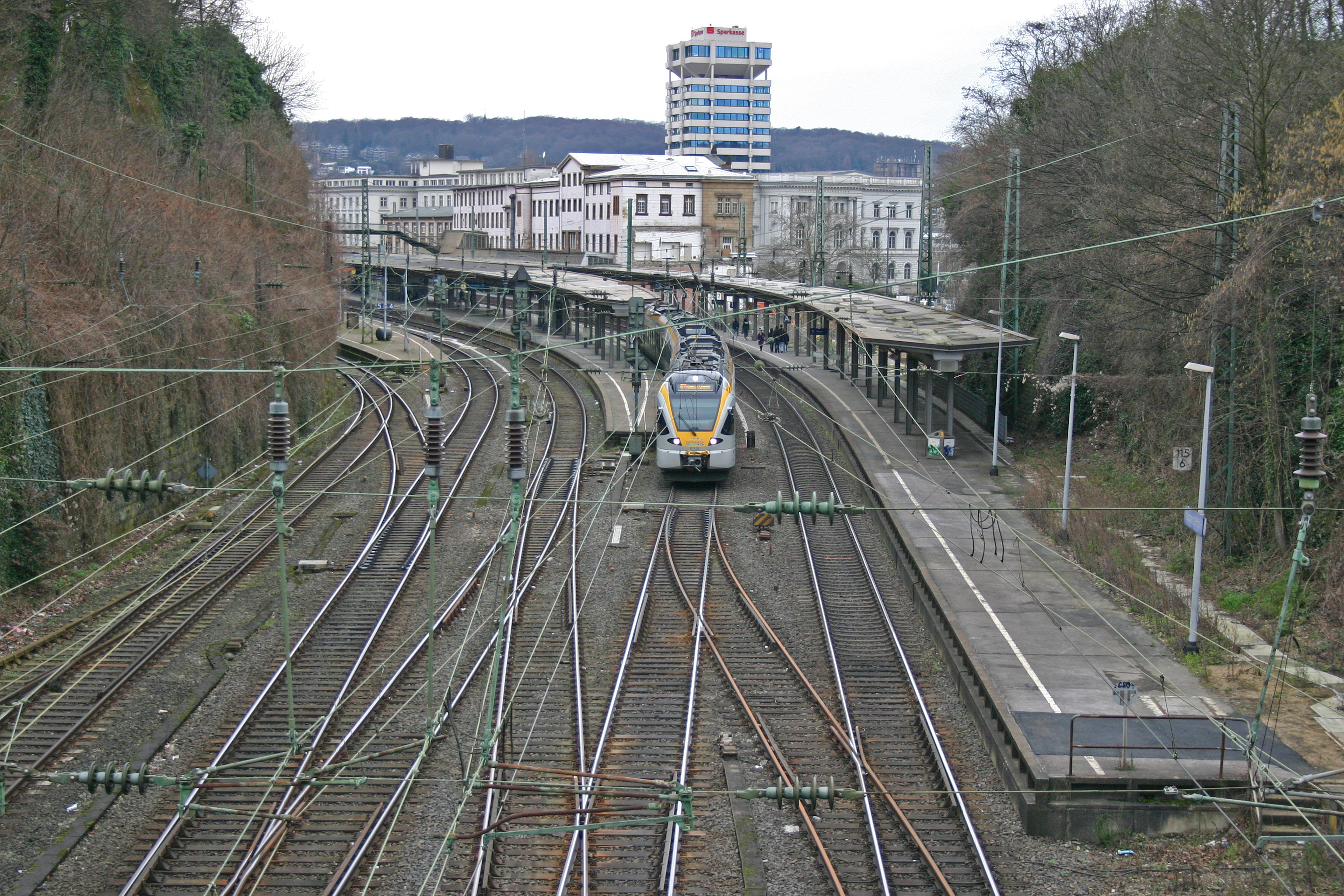
Bahnsteiganlagen von Osten fotografiert (2014)

| Linie | Linienverlauf | Takt                                                                                     |
| ----- | --- | ---------------------------------------------------------------------------------------- |
| RE 4  | Wupper-Express: Aachen Hbf – Aachen Schanz – Aachen West – Herzogenrath – Kohlscheid (einzelne Züge) – Übach-Palenberg – Geilenkirchen – Lindern – Hückelhoven-Baal – Erkelenz – Rheydt Hbf – Mönchengladbach Hbf – Neuss Hbf – Düsseldorf-Bilk – Düsseldorf Hbf – Wuppertal-Vohwinkel – Wuppertal Hbf – Wuppertal-Barmen – Wuppertal-Oberbarmen – Schwelm – Ennepetal (Gevelsberg) – Hagen Hbf – Wetter (Ruhr) – Witten Hbf – Dortmund Hbf Stand: Fahrplanwechsel Dezember 2023 | 60 min                                                                                   |
| RE 7  | Rhein-Münsterland-Express: Rheine – Emsdetten – Greven – Münster Hbf – Münster-Hiltrup – Drensteinfurt – Hamm (Westf) Hbf – Bönen – Unna – Holzwickede – Schwerte – Hagen Hbf – Ennepetal (Gevelsberg) – Schwelm – Wuppertal-Oberbarmen – Wuppertal Hbf – Solingen Hbf – Opladen – Köln Messe/Deutz – Köln Hbf – Dormagen – Neuss Hbf – Meerbusch-Osterath – Krefeld-Oppum – Krefeld Hbf Stand: Fahrplanwechsel Dezember 2023                                                    | 60 min                                                                                   |
| RE 13 | Maas-Wupper-Express: Venlo – Kaldenkirchen – Breyell – Boisheim – Dülken – Viersen – Mönchengladbach Hbf – Neuss Hbf – Düsseldorf-Bilk – Düsseldorf Hbf – Wuppertal-Vohwinkel – Wuppertal Hbf – Wuppertal-Barmen – Wuppertal-Oberbarmen – Schwelm – Ennepetal (Gevelsberg) – Hagen Hbf – Schwerte (Ruhr) – Holzwickede – Unna – Bönen – Hamm (Westf) Hbf Stand: Fahrplanwechsel Dezember 2023                                                                                    | 60 min                                                                                   |
| RB 48 | Rhein-Wupper-Bahn: Wuppertal-Oberbarmen – Wuppertal-Barmen – Wuppertal Hbf – Wuppertal-Vohwinkel – Haan-Gruiten – Haan – Solingen Hbf – Leichlingen – Opladen – Leverkusen-Manfort – Köln-Mülheim – Köln Messe/Deutz – Köln Hbf – Köln West – Köln Süd – Hürth-Kalscheuren – Brühl – Sechtem – Roisdorf – Bonn Hbf – Bonn UN Campus – Bonn-Bad Godesberg – Bonn-Mehlem Stand: Fahrplanwechsel Dezember 2021                                                                      | 30 min (W-Oberbarmen–Köln) 30 (HVZ)/60 min (Köln–Bonn Hbf) 60 min (Bonn Hbf–Bonn-Mehlem) |
| RE 49 | Wupper-Lippe-Express: Wesel – Friedrichsfeld (Niederrhein) – Voerde (Niederrhein) – Dinslaken – Oberhausen-Holten – Oberhausen-Sterkrade – Oberhausen Hbf – Mülheim (Ruhr)-Styrum – Mülheim (Ruhr) Hbf – Essen West – Essen Hbf – Essen-Steele – Essen-Kupferdreh – Velbert-Langenberg – Velbert-Neviges – Wuppertal-Vohwinkel – Wuppertal Hbf Stand: Fahrplanwechsel Dezember 2021                                                                                              | 60 min (wochentags)                                                                      |

### S-Bahnverkehr
Die S-Bahn Rhein-Ruhr bedient den Hauptbahnhof mit vier S-Bahn-Linien:
| Linie | Verlauf | Takt                                                                       |
| ----- | --- | -------------------------------------------------------------------------- |
| S 7   | Der Müngstener: Wuppertal Hbf – W-Unterbarmen – W-Barmen – W-Oberbarmen – W-Ronsdorf – RS-Lüttringhausen – RS-Lennep – Remscheid Hbf – RS-Güldenwerth – SG-Schaberg – Solingen Mitte – SG-Grünewald – Solingen Hbf Stand: Fahrplanwechsel Dezember 2023 | 20 min (wochentags) 30 min (Wochenenden/Feiertage)                         |
| S 8   | Hagen Hbf – HA-Wehringhausen – HA-Heubing – HA-Westerbauer – Gevelsberg-Knapp – Gevelsberg Hbf – Gevelsberg-Kipp – Gevelsberg West – Schwelm – Schwelm West – W-Langerfeld – W-Oberbarmen – W-Barmen – W-Unterbarmen – Wuppertal Hbf – W-Steinbeck – W-Zoologischer Garten – W-Sonnborn – W-Vohwinkel – Haan-Gruiten – Hochdahl-Millrath – Hochdahl – Erkrath – D-Gerresheim – D-Flingern – Düsseldorf Hbf – D-Friedrichstadt – D-Bilk – D-Völklinger Straße – D-Hamm – NE Rheinpark-Center – NE Am Kaiser – Neuss Hbf – Büttgen – Kleinenbroich – Korschenbroich – MG-Lürrip – Mönchengladbach Hbf Stand: Fahrplanwechsel Dezember 2023 | 30 min 60 min (Hagen–Oberbarmen) 20 min (Oberbarmen–M’gladbach wochentags) |
| S 9   | Linienweg 1: Haltern am See – Marl-Hamm – Marl Mitte – GE-Hassel – GE-Buer Nord – Linienweg 2: Recklinghausen Hbf – Herten (Westf) – Hauptlinienweg: Gladbeck West – Bottrop-Boy – Bottrop Hbf – E-Dellwig Ost – E-Gerschede – E-Borbeck – E-Borbeck Süd – Essen West – Essen Hbf – E-Steele – E-Überruhr – E-Holthausen – E-Kupferdreh – Velbert-Nierenhof – Velbert-Langenberg – Velbert-Neviges – Velbert-Rosenhügel – Wülfrath-Aprath – W-Vohwinkel – W-Sonnborn – W-Zoologischer Garten – W-Steinbeck – Wuppertal Hbf – W-Unterbarmen – W-Barmen – W-Oberbarmen – W-Langerfeld – Schwelm West – Schwelm – Gevelsberg West – Gevelsberg-Kipp – Gevelsberg Hbf – Gevelsberg-Knapp – HA-Westerbauer – HA-Heubing – HA-Wehringhausen – Hagen Hbf Stand: Fahrplanwechsel Dezember 2023 | 60 min (je Linienast) 30 min (Gladbeck–Wuppertal) 60 min (Wuppertal–Hagen) |
| S 28  | Kaarster See – Kaarster Bahnhof – Kaarst Mitte/Holzbüttgen – IKEA Kaarst – Neuss Hbf – NE Am Kaiser – NE Rheinpark-Center – D-Hamm – D-Völklinger Straße – D-Bilk – D-Friedrichstadt – Düsseldorf Hbf – D-Flingern – D-Gerresheim – Erkrath Nord – Neanderthal – Mettmann Zentrum – Mettmann Stadtwald – Hahnenfurth-Düssel – W-Vohwinkel – W-Zoologischer Garten – W-Steinbeck – Wuppertal Hbf Stand: Fahrplanwechsel Dezember 2023 | 20/40 min (wochentags) 30 min (Wochenenden/Feiertage)                      |

### Schwebebahn
Die Wuppertaler Schwebebahn verkehrt vom Schwebebahnhof Wuppertal Hbf/Döppersberg.
| Linie | Verlauf | Takt    |
| ----- | --- | ------- |
| 60    | Vohwinkel Schwebebahn – Bruch – Hammerstein – Sonnborner Straße – Zoo/Stadion – Varresbecker Straße – Westende – Pestalozzistraße – Robert-Daum-Platz – Ohligsmühle/Stadthalle – Hauptbahnhof – Kluse – Landgericht – Völklinger Straße – Loher Brücke – Adlerbrücke – Alter Markt – Werther Brücke – Wupperfeld – Oberbarmen Bf | 3–5 min |

### Busverkehr

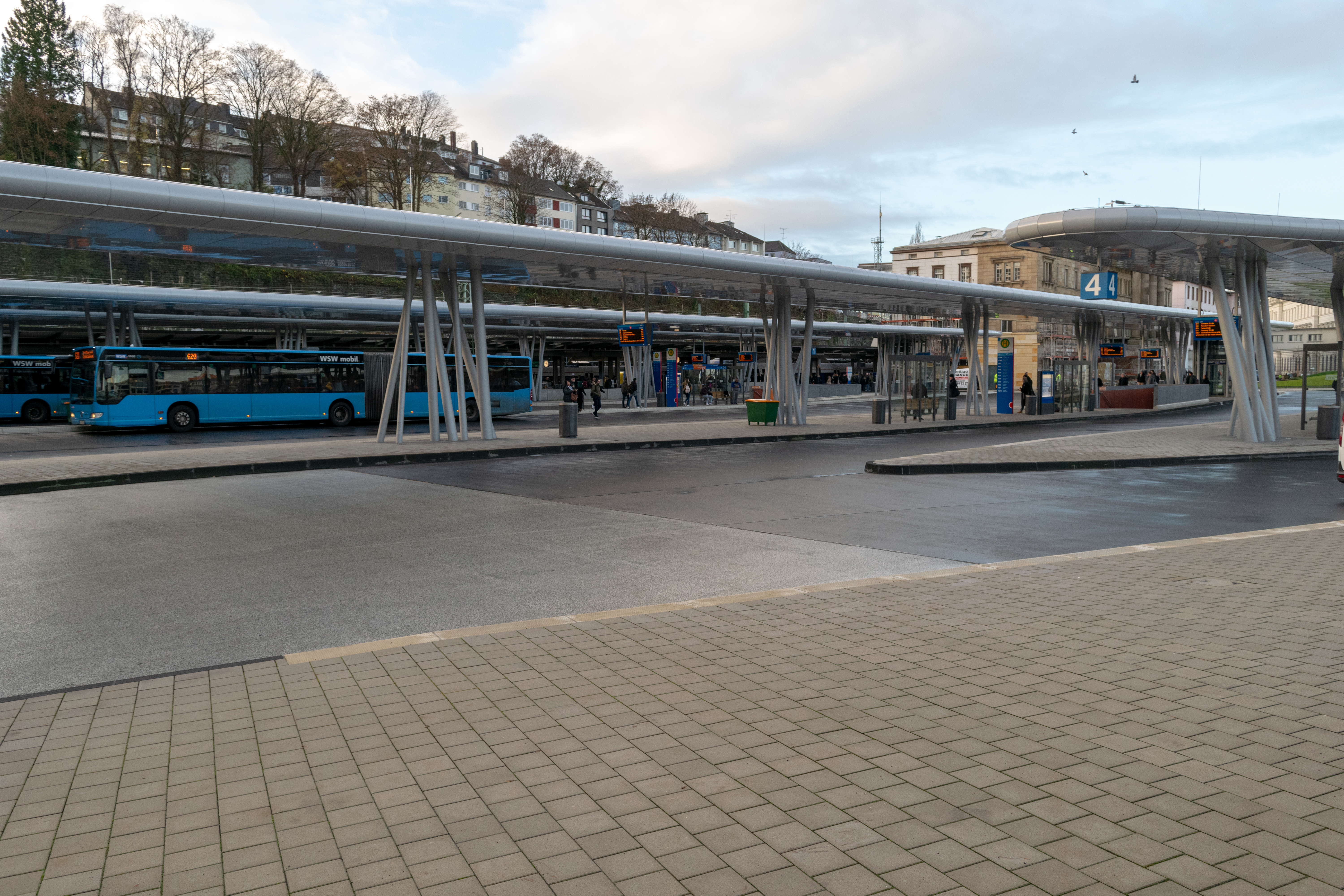
Der Busbahnhof, im Hintergrund das Empfangsgebäude des Bahnhofes

Nachdem der Busbahnhof am Wuppertaler Hbf über vier Jahre auf mehrere Ersatzhaltestellen verteilt war, wurde Ende November 2018 ein neuer Busbahnhof eröffnet, der direkt an den Bahnsteig des Gleises 1 anschließt und nun wieder zentral einen Großteil der Wuppertaler Buslinien bündelt.